# 王村乡 (封丘县)
王村乡，是中华人民共和国河南省新乡市封丘县下辖的一个乡镇级行政单位。

## 行政区划
王村乡下辖以下地区：
王王村社区、三里庄社区、新李庄社区、范庄社区、火王庄社区、杜庄社区、段庄社区、前方庄社区、贾王村、陈王村、刘王村、周王村、边王村、崔王村、庙岗村、北孟庄村、北汪占村、前大马寺村、后大马寺村、汤庄村、刘庄村、大马占村、瓦窑口村、小城村、小马占村、岳占村、张郭村、后赵占村、前赵占村、前马台村、后马台村、新王庄村、胜水源村、徐占村、西万庄村、后方庄村、申庄村、尚庄村、牛场村、西洪村、瓦窑村、韩庄村、胡瓦窑村、宋所村、瓦窑店村、汪贾村、郑贾村、张贾村、西王庄村和高王庄村。